# سعد ندیم
سعد ندیم (عربی: سعد نديم؛ ۱۷ فوریهٔ ۱۹۲۰ – ۱۱ مارس ۱۹۸۰) کارگردان فیلم مستند اهل مصر بود.
از نظر بسیاری، وی از پیشگامان سینمای مستند در مصر و جهان عرب است.